# Libro negro de Carmarthen

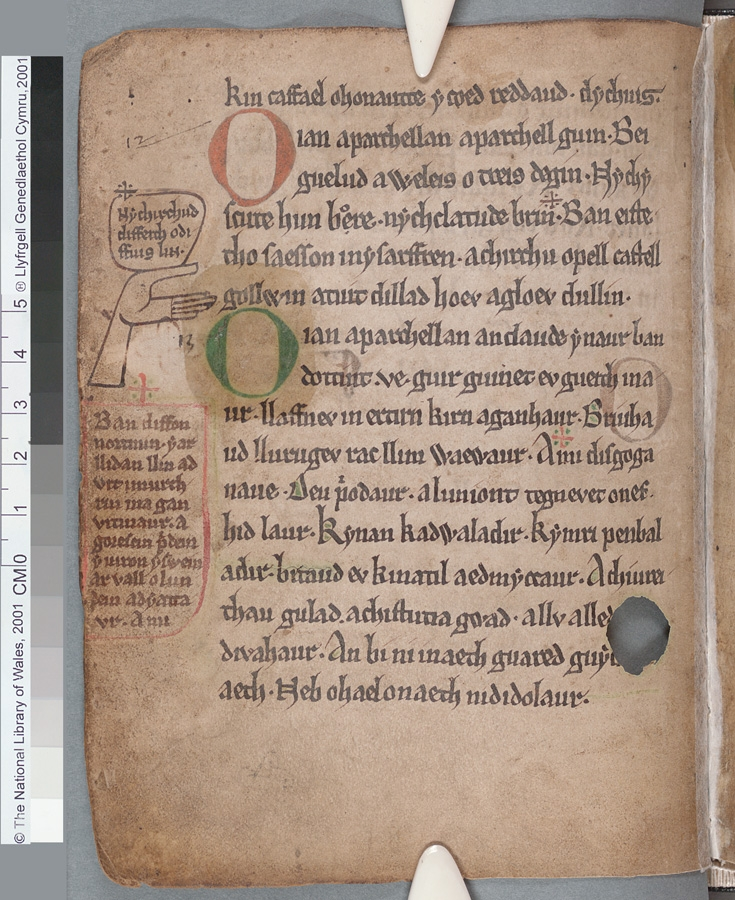
Libro negro de Carmarthen, f.29 v

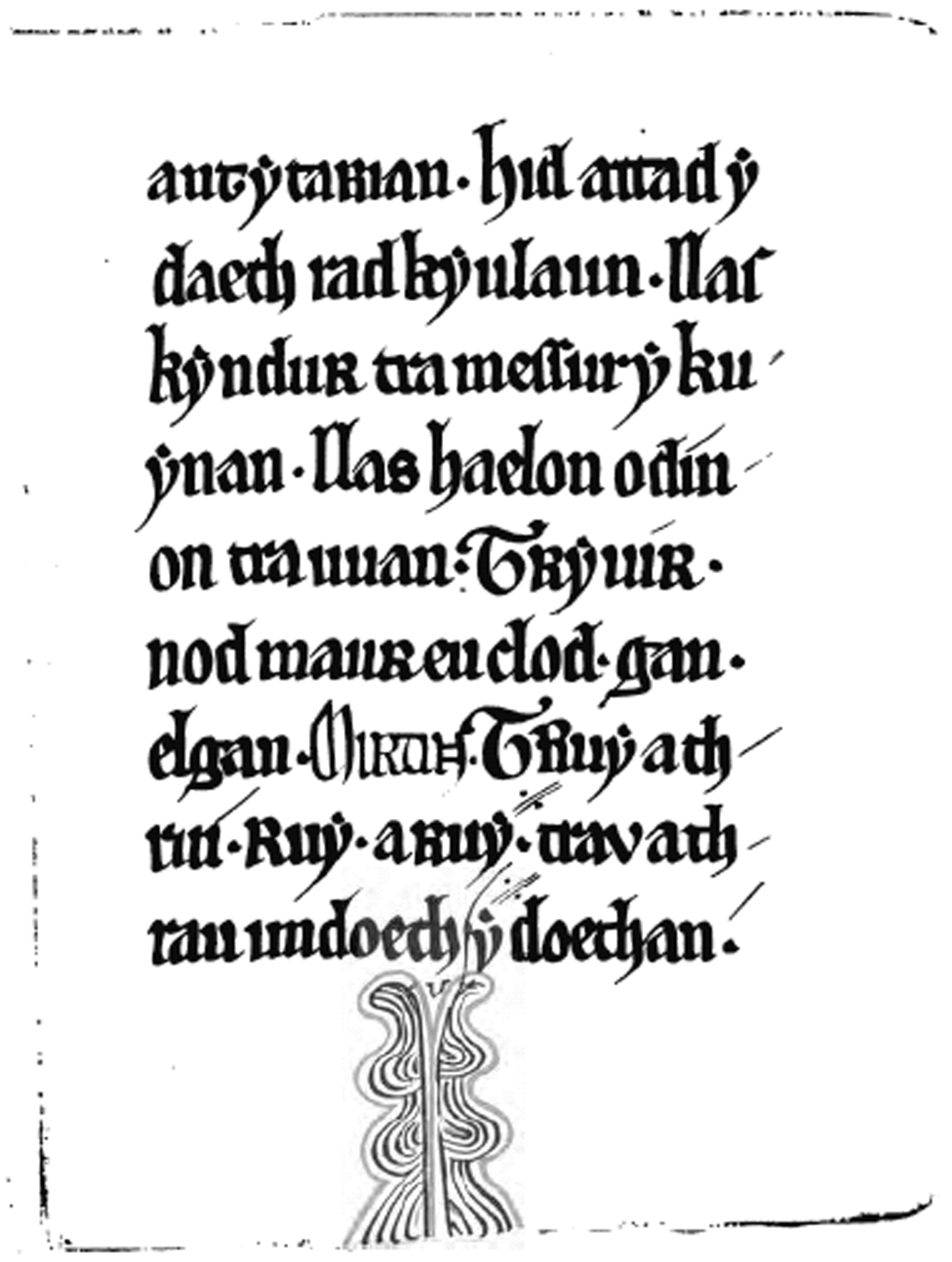
Libro negro de Carmarthen, facsímil del siglo xix

El Libro negro de Carmarthen (en galés Llyfr Du Caerfyrddin; NLW Peniarth MS 1) se cree que es el manuscrito más antiguo escrito completa o sustancialmente en galés, terminado alrededor de 1250. Su nombre se debe a su asociación con el priorato de San Juan Evangelista y San Teulyddog en Carmarthen y se conoce como negro por el color de su encuadernación. En la actualidad forma parte de la colección de la Biblioteca Nacional de Gales.
El libro contiene una colección de poesía con varias categorías. Contiene poemas con temas religiosos y odas de alabanza y de luto. De mayor interés para los estudiosos son los poemas que se basan en las tradiciones relativas a los héroes galeses asociados con la Yr Hen Ogledd y en especial los relacionados con la leyenda del rey Arturo y Merlín. Uno de los poemas, la "Elegía de Gereint, hijo de Erbin", hace referencia a la batalla de Llongborth –cuya ubicación ya no puede ser precisada– y menciona la participación de Arturo en la batalla.
Se ha publicado recientemente en el periódico de Carmarthen la posibilidad de albergar el libro negro en su ciudad, por lo que podría ser visto por los lugareños y turistas.